# 鞍手町
鞍手町（くらてまち）は、福岡県の北西部に位置する町。鞍手郡に属しており、筑豊地域（都市計画の圏域では筑豊都市圏）を構成する自治体の一つである。

## 地理
福岡県北西部の宗像地方に位置し、北九州市（小倉都心部）から南西に約20km、福岡市から北東に約60kmの距離にある。
北九州市の10%通勤圏で、別の学区である福岡県立東筑高等学校（北九州市八幡西区）の受験が可能であるなど筑豊地区の中では同市との関わりが強いが、福岡県の定義では北九州都市圏には属さない。また、福岡市にも1時間程度で移動でき、通勤通学が可能である。
町の東端部を遠賀川が流れる。町域中央部から北部・東部にかけては比較的平坦であるが、北西部から西部・南部にかけては山地となっており、九州自動車道と山陽新幹線が走っている。

### 隣接する自治体・行政区
- 中間市
- 直方市
- 宗像市
- 北九州市（八幡西区） - 遠賀川を挟んで接しているが当初は当町とは橋で直結されておらず、中間市（福岡県道98号中間宮田線の遠賀橋）あるいは直方市（福岡県道280号植木上上津役線の中島橋）を経由しなければならなかったが、2015年3月29日に都市計画道路八幡鞍手線橋梁の北九鞍手夢大橋が開通、当町から八幡西区まで直結した（以前は2017年度供用開始を目標に、八幡西区楠橋 - 当町小牧（今村）間に都市計画道路八幡鞍手線橋梁を工事中、鞍手駅高架橋の工事も平衡して行われる予定で、計画当初より大幅に遅れる見込みだった[リンク切れ]）。
- 宮若市
- 遠賀郡遠賀町

### 地名
鞍手町の住所は「大字+番地」で表記する方式となっている。各大字名の前には「大字」を表記し「鞍手町大字○○▲▲番地××」と表記。小字も存在するが住所表記では用いられず、道路交差点名とバス停名にのみ使用。
- 猪倉（旧剣町）
- 小牧（旧剣町）
- 中山（旧剣町）
- 永谷（旧西川村）
- 新延（旧西川村）
- 新北（旧西川村）
- 長谷（旧西川村）
- 室木（旧西川村）
- 八尋（旧西川村）
- 上木月（旧古月村）
- 木月（旧古月村）
- 古門（旧古月村）
- 弥生1丁目～3丁目（1980年、猪倉・木月より分立）

## 歴史
縄文時代前期だと推定される貝塚が発見されており、その歴史は古い。
欽明天皇の百済救援に参加した筑紫国造が、馬の鞍を射抜くほどの強弓の使い手だったため、「鞍橋君」（くらじ の きみ）と尊称を与えられたことに由来するとされる。一時期宗像氏の支配を受けていた。

### 近現代

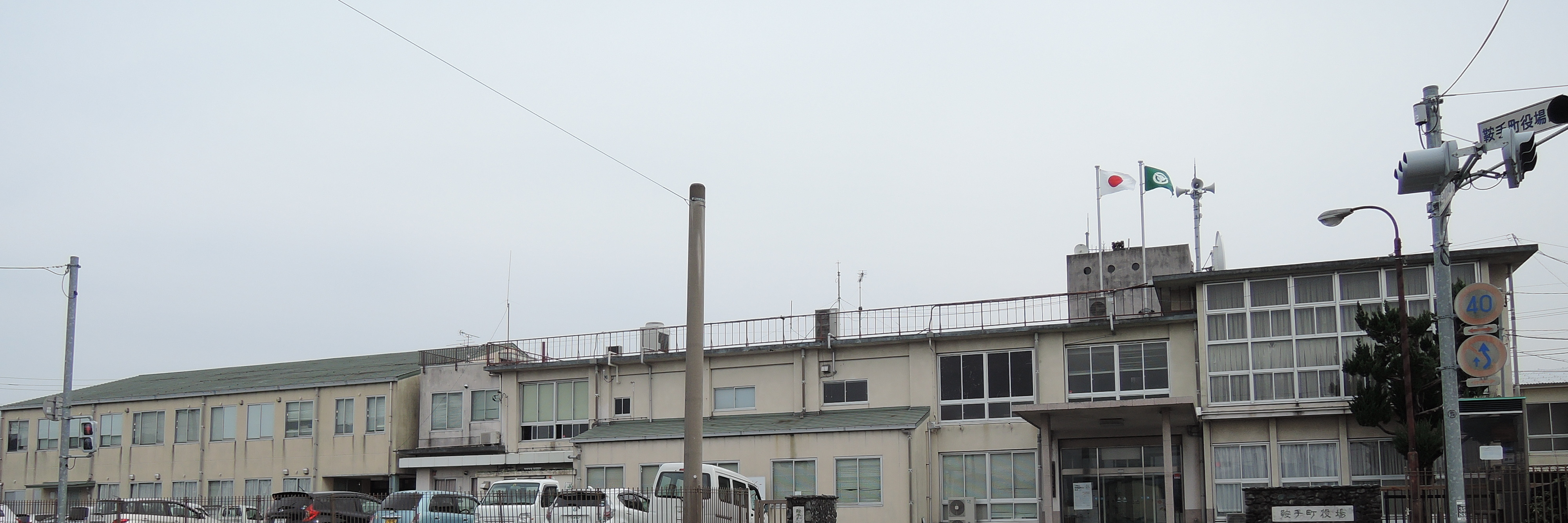
旧鞍手町役場（2014年）

- 1889年4月1日 - 町村制施行により、現在の町域にあたる剣村・西川村・古月村が発足。
- 1908年7月1日 - 官営鉄道（後の国鉄）室木線開業。町内に3駅が設置される。
- 1915年 - 三菱鉱業新入六坑開坑。
- 1918年 - 三菱鉱業新入七坑開坑。
- 1939年4月5日 - 室木線に古月駅開業。
- 1952年8月1日 - 剣村が町制施行。剣町となる。
- 1955年1月1日 - 剣町・西川村・古月村が対等合併し、鞍手町が発足。合併時の人口は30,794人。
- 1959年12月21日 - 三菱鉱業新入六坑でガス爆発事故。23人が死亡、19人が重軽傷[4]。
- 1960年 - 三菱鉱業新入七坑閉山。
- 1963年 - 三菱鉱業新入六坑閉山により町内の大規模炭鉱が全て閉山。
- 1971年 - 町内の炭鉱が全て閉山となる。
- 1975年3月10日 - 山陽新幹線全線開業。当町内に「鞍手」・「長谷」・「室木」の3トンネル、新幹線線路保守車両基地、鞍手信号場を各々開設。
- 1985年4月1日 - 室木線廃止。町内から鉄道駅が消滅（のちに旧室木線跡は福岡県道55号宮田遠賀線のバイパス道路に転用）。
- 1987年7月1日 - JR九州筑豊本線に鞍手駅開業、2年3か月ぶりに町内に鉄道駅が復活する。
- 2001年10月7日 - 鞍手駅を含む筑豊本線折尾 - 桂川間と篠栗線が交流電化され、「福北ゆたか線」と命名（客車列車は前日10月6日限りで廃止され、電車化及び気動車化。非電化のまま残された折尾 - 若松間と桂川 - 原田間は運転系統が電化区間とは分離され、「若松線」及び「原田線」と命名）。
- 2003年7月 - 当町に伝わる民謡・盆踊り歌を収録したCD「くらて町の民謡 -盆踊り編-」を発売[5]。
- 2011年2月19日 - 九州自動車道鞍手インターチェンジ供用開始。
- 2011年10月1日 - 公共交通空白地帯解消のため、町内路線バスダイヤ改正、デマンドタクシー運行開始。
- 2018年7月9日 - 徳島真次町長が下水道事業の入札情報を漏らしたとして、福岡県警察に官製談合防止法違反などの疑いで逮捕される。後日、同月31日付で一身上の都合で辞職する旨の書面が町議会議長に提出された[6]。
- 2025年1月6日 - 町役場が鞍手郡鞍手町大字小牧2080番地2に移転[1]

### 歴代町長
- 柴田好輝（2006年4月17日－2012年12月5日）2期・任期中死去
- 徳島眞次（2013年1月28日－2018年7月31日）2期・辞職

## 行政

### 町長
- 岡﨑邦博（2期目）
- 任期：2026年9月8日

### 町議会
- 定数：13人
- 任期：2023年4月29日

### 町の施設
- 鞍手町役場
  - 旧鞍手町役場（鞍手郡鞍手町大字中山3705番地）は本館旧館部分が1956年度（昭和31年度）に建設され、その後の増築で本館旧館、本館新館、議会棟、東棟、南1棟、南2棟の6棟の庁舎部分と車庫や倉庫などの附属建物で構成されたが、新耐震基準を満たしていなかった[7]。そのため2025年1月6日に鞍手郡鞍手町大字小牧2080番地2の新庁舎に移転した[1]。
- 鞍手町立公民館（図書室併設）
- 鞍手町歴史民俗博物館（屋外に石炭歴史資料館併設。2012年4月1日、鞍手町歴史民俗資料館より名称変更）
- 町営斎場
- 町営運動公園
- 町民健康センター「くらじの郷」

### 消防
- 直方・鞍手広域市町村圏事務組合消防本部鞍手出張所

### 警察
- 福岡県警察
  - 直方警察署（パトカーのナンバー地名表記は「筑豊」。ただし自動車警ら隊・交通機動隊・機動捜査隊は「筑豊」のみならず「北九州」や「福岡」ナンバーのパトカーも当町でパトロールや取り締まりを実施。）
    - 中山交番（鞍手北中学校区を主に管轄）
    - 新北駐在所（鞍手南中学校区を主に管轄）

## 合併論争
直鞍合併否決後の鞍手町では、合併論が複数存在する。
- 宗像市論
近年の宗像市の発展により、経済的に赤間との関連が強いこと、六ヶ岳を介して宗像三女神信仰でつながっていることなどから主張される意見。
- 遠賀町論
平野部で繋がっており、かつて室木線が存在し、虫生津地区との関係が緊密なことから主張される意見。鞍手町では大きい意見の一つ。
- 宮若市論
広域行政のやりやすさ、鞍手郡として関係緊密な1市1町が合併すべきとする意見。
- 直方市・小竹町（直鞍1市2町）論
2度挫折したが、広域行政などの点も踏まえ、直方市に依存している2町が直方市と合併すべきとする意見。
- 直方市・宮若市・小竹町（直鞍1市4町）論
福岡県が当初想定し、協議会も発足していた。一旦否決されたとはいえ、広域行政などの点から未だに根強い意見。
- 宗像市・遠賀町・岡垣町（宗遠鞍合併）論
鞍手町の経済発展や古くからの歴史を考えた上で、将来の中核市を睨み、繋がりの深い遠賀町・宗像市との合併を強く望む意見。この合併が実現すれば、人口が約16万人になる。
- 合併不要論
まずは、合併せずに駅前開発などの課題をクリアすべきとする意見。

## 経済

### 産業
かつての石炭産業（筑豊炭田）に代わり工業団地を建設し、製造業の誘致を図っている。2006年（平成18年）現在、第2次産業に従事する住民の割合は福岡県全体の平均を大きく上回ることや、町内に通勤する住民が40 %を超えるなど、誘致は一定の効果を上げている。また、タカラスタンダードと大和ハウス工業が工場を置くなど住宅関連企業が多い一方、隣の宮若市で1992年（平成4年）にトヨタ自動車九州が操業を開始したため、2000年（平成12年）前後より自動車関連工場も進出した。
一部の農・畜産業で、ブランド力のある製品（牛・卵など）が生産されている。巨峰の栽培も盛んで、町内の新延・永谷地区にはブドウ園が多く、夏から秋までを中心に福岡県外からもブドウ狩り客が数多く訪れている。

### 当町に工場を置く企業
- タカラスタンダード（住宅設備メーカー）
- 大和ハウス工業（住宅総合メーカー）
- ホシデン（電子部品メーカー）
- ダイクレ九州金属（金属加工メーカー）
- 東芝コントロールシステム（東芝グループの電機部品メーカー）

### 商業施設
- トライアル鞍手店
- ザ・ダイソー鞍手店
- ミーツ鞍手店
- スーパー川食鞍手店
- コメリ鞍手店
- ミニストップ
  - 鞍手木月店
  - 鞍手インター店
- セブン-イレブン
  - 福岡鞍手店
  - 鞍手新北店
  - 鞍手新延雛尻店
- ナフコ鞍手店
- コスモス鞍手店

#### 金融機関
- 西日本シティ銀行鞍手支店
- 福岡ひびき信用金庫鞍手支店

### 喜楽総帥
喜楽総帥（きらくそーすい）は、鞍手町の名物「きらくソース」をPRするゆるキャラ。2014年4月に発表された。赤いシルクハット、青いマントを身に着け、口にはひげをたくわえている。喜楽総帥のデザインは2013年に公募された。
きらくソース
1967年に鞍手町中山で開店した「きらく食堂」のオリジナルソースが原点。とろっとした食感と癖になる辛さが評判となる。
きらく食堂は2002年に閉店したが、鞍手町商工会青年部が主導して、2012に復刻版を発売した。

## 地域

### 人口
| |                                        |  |
| 鞍手町と全国の年齢別人口分布（2005年） | 鞍手町の年齢・男女別人口分布（2005年） |  |
| ■紫色 ― 鞍手町 ■緑色 ― 日本全国 | ■青色 ― 男性 ■赤色 ― 女性              |  |
| 鞍手町（に相当する地域）の人口の推移 \| 1970年（昭和45年） \| 18,266人 \| \| \| 1975年（昭和50年） \| 18,045人 \| \| \| 1980年（昭和55年） \| 19,079人 \| \| \| 1985年（昭和60年） \| 20,540人 \| \| \| 1990年（平成2年） \| 20,332人 \| \| \| 1995年（平成7年） \| 20,248人 \| \| \| 2000年（平成12年） \| 19,266人 \| \| \| 2005年（平成17年） \| 18,204人 \| \| \| 2010年（平成22年） \| 17,088人 \| \| \| 2015年（平成27年） \| 16,007人 \| \| \| 2020年（令和2年） \| 15,080人 \| \| |                                        |  |
| 総務省統計局 国勢調査より |                                        |  |
| 1970年（昭和45年） | 18,266人                               |  |
| 1975年（昭和50年） | 18,045人                               |  |
| 1980年（昭和55年） | 19,079人                               |  |
| 1985年（昭和60年） | 20,540人                               |  |
| 1990年（平成2年） | 20,332人                               |  |
| 1995年（平成7年） | 20,248人                               |  |
| 2000年（平成12年） | 19,266人                               |  |
| 2005年（平成17年） | 18,204人                               |  |
| 2010年（平成22年） | 17,088人                               |  |
| 2015年（平成27年） | 16,007人                               |  |
| 2020年（令和2年） | 15,080人                               |  |

### 生活

#### 下水道
1995年度より「遠賀川下流流域下水道事業（当町・中間市・遠賀郡遠賀町・遠賀郡水巻町の4市町）」が事業認可。これにより、1996年度より当町でも下水道整備が開始。2003年度より当町内でも下水道供用が開始され、現在までに町内ほぼ全域で下水道の使用が可能となっている。

#### 郵便局
郵便局の管轄は八幡南支店（八幡西区八枝）。
- 鞍手郵便局（集配局）
- 新延郵便局
- 新北郵便局
- 古月郵便局

### 教育

#### 専修学校
- 九州工業技術専門学校（廃止）

#### 高等学校
- 福岡県立鞍手高等学校鞍手町立豊翔館

#### 中学校
- 鞍手町立鞍手中学校

#### 小学校
- 鞍手町立剣北小学校
- 鞍手町立剣南小学校
- 鞍手町立古月小学校
- 鞍手町立西川小学校
- 鞍手町立新延小学校
- 鞍手町立室木小学校

#### 自動車教習所
当町内に自動車教習所は無いものの、おんが自動車学校・直方自動車学校・宗像自動車学校の3校が当町内へ送迎バスを運行している。

## 交通
最寄空港は福岡空港を利用する町民が多い（北九州空港も近いが、発着便数及び連絡バスの本数が少ないため、利用者は少ない）。
主要幹線交通は一通り接続しており、高速のインターやバス停は直方市・小竹町・宮若市・田川郡福智町・中間市・遠賀郡への玄関口として機能している。

### 鉄道
- 九州旅客鉄道（JR九州）
  - 筑豊本線（福北ゆたか線）
    - 鞍手駅

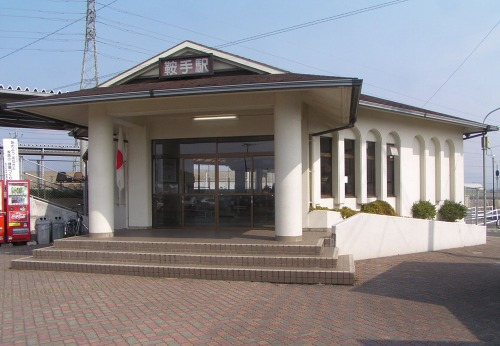
鞍手駅

このほか、西日本旅客鉄道（JR西日本）山陽新幹線も町内を通っているが、駅はない。ただし、町内に新幹線保守車両基地が置かれており、そこへ分岐するための鞍手信号場が所在する（分岐線は非電化単線、小倉方面からは山陽新幹線上りと平面交差する亘り線を経由）。
廃止路線
- 日本国有鉄道
  - 室木線: 古月駅 - 鞍手駅 - 八尋駅 - 室木駅

国鉄時代の1985年4月1日に第1次特定地方交通線として室木線が廃止されたのち、JR九州発足後の1987年7月1日に筑豊本線の鞍手町域内に現・鞍手駅が開業した。このため室木線の鞍手駅があった場所と現在の筑豊本線（福北ゆたか線）の鞍手駅のある場所は全く異なる位置である。室木線の廃線跡は福岡県道55号宮田遠賀線のバイパスに転用された。

### バス
以下の路線バスが町内で運行されている。
- 西鉄バス筑豊 - 西鉄バスグループ。鞍手町中心部の鞍手車庫・くらて病院を経由し遠賀町と直方市を結ぶ「遠賀 - 中山 - 直方線」のみ現存。2013年3月31日までは鞍手町中心部を経由し中間市（筑豊中間駅）と直方市を結ぶ路線があったほか、2020年9月30日までは町西部のくらじの郷を経由し宗像市と直方市を結ぶ「西川線」があった。
  - 68：遠賀川駅前 - 古月保育園 - 鞍手車庫 - 中山 - 直方PA口 - 直方バスセンター（遠賀川駅前 - 鞍手車庫間のみの区間便もあり。「直方PA口」バス停で九州道高速バスに接続）
- コミュニティバス「すまいるバス」 - 鞍手駅と宮若市中心部のJR九州バス宮田駅を結ぶコミュニティバス路線。2006年（平成18年）3月31日に廃止されたJRバス直方線の路線の代替として運行開始。西鉄バス筑豊が町より運行を受託している。
  - 宮田 - 宮田病院 - 室木 - くらじの郷 - 中山 - 鞍手駅

なお、上記のほかにあらかじめ予約し町内各地に設けられた乗降地点から乗車できるオンデマンド交通「のるーと鞍手」が運行されている。町民以外の利用登録も可能である。
かつては鞍手パーキングエリアにバス停留所（鞍手バスストップ）が併設されており、上り便が直方パーキングエリアに停車する路線の下り便が停車していたが、2006年（平成18年）4月1日に直方パーキングエリア向かいの下り線にバス停留所を新設したのと同時に鞍手パーキングエリアのバス停留所が廃止されたため、現在は鞍手町に発着する高速バスはない。

### 道路
高速道路
- 九州自動車道
  - 鞍手インターチェンジ
- 開通当初当町にインターチェンジは無かったが、かねてから建設が進められていた鞍手インターチェンジが2011年2月19日に供用開始となり、当町内・中間市・直方市中心部・宮若市東部（旧・宮田町域）方面へのアクセスが改善された。鞍手インターチェンジ下り（福岡・熊本・鹿児島方面行き）車線には鞍手パーキングエリアが併設されている（ただし鞍手IC・PA相互直通は不可）。

主要地方道
- 福岡県道9号室木下有木若宮線
- 福岡県道27号直方芦屋線
- 福岡県道29号直方宗像線
- 福岡県道55号宮田遠賀線: 当町及び遠賀町内にある直角路・幅員狭小箇所解消の為、旧室木線廃線跡を当線のバイパスに転用。
- 福岡県道98号中間宮田線: 当町から北九州市への最短経路（遠賀橋東・中間市役所前十字路以東は福岡県道48号中間引野線となり、国道200号へ至る）。

一般県道
- 福岡県道293号新延中間線
- 福岡県道468号新延植木線: 福岡県道55号宮田遠賀線のバイパス開通後はルート変更され、起点が（新設された）新北駐在所前丁字路に変更。JR鞍手駅へのメインルート（ただし「鞍手停車場線」は県道ではなく町道。当線は福岡県道98号中間宮田線及び福岡県道472号直方鞍手線と重複し、直方市植木地区へ至る）。
- 福岡県道472号直方鞍手線: 2011年2月19日に鞍手インターチェンジの供用開始に伴い九州自動車道と接続し、インター付近は拡幅工事及びバイパス建設中。
- 福岡県道475号室木直方線

### 自動車のナンバープレート
当町の自動車のナンバー地名表記は「筑豊」（施行前は「福岡」。当町を管轄する運輸支局は、九州運輸局福岡運輸支局筑豊自動車検査登録事務所）。

### 電気自動車用の充電ステーション
電気自動車充電設備は、当町には1ケのみ。

## 通信

### TVチャンネル・ラジオ周波数
当町南部の六ヶ岳に鞍手テレビ中継局が置かれているが、当町内では大半の世帯が皿倉山（八幡テレビ・FM放送所）へアンテナを向けており、鞍手局へアンテナを向ける当町内の世帯は山陽新幹線及び九州自動車道の防音壁や山に遮られて皿倉山からの電波が届きにくい長谷・室木地区・中山地区南部・永谷地区が中心。また町外では直方市・宮若市の大部分、北九州市八幡西区南部（星ヶ丘・笹田・木屋瀬・野面地区）において鞍手局にアンテナを向けている世帯がある（アンテナを皿倉山へ向けている世帯は北九州局チャンネル、六ヶ岳へ向けている世帯は鞍手局チャンネル）。なお鞍手局（六ヶ岳）の地デジ物理チャンネルは全局皿倉山と同一なので、ポータブル地デジTVでは再スキャンが不要（ただし、福岡県道29号直方宗像線で猿田峠を越え宗像市へ入ると物理チャンネルが当町エリアと異なるので再スキャンが必要＝許斐山から送信）。
ラジオはAMが響ラジオ放送所（北九州局）、FMが皿倉山の周波数を受信している。ただし、AMの場合は当町西部の永谷地区や新延地区の一部において福岡親局（RKB・KBC和白ラジオ放送所及びNHK春日ラジオ放送所）も受信可能。さらに隣県のKRYラジオ下関局も昼夜通して良好に受信可能。また、アンテナを設置すれば、FM kitaQや、FMひびき、スターコンFM、FREE FM、また宇部市のFMきららなどのコミュニティFMを受信できるなど地理的条件を備えている。
アンテナを建てると、大分、山口のTV（地デジ）も受信できる地域。アナログ時代は韓国の放送が見られたが、地デジに移行後は電波方式の違いにより視聴できない状態となった。
なお、当町を通る九州自動車道では神田トンネル内において在福岡AMの北九州局が再送信されている（RKB: 1197kHz、KBC: 720kHz、NHK北九州第1: 540kHz、NHK北九州第2: 1602kHz）。

### 市外局番
当町の電話番号市外局番は町内全域「0949」である（直方局管轄で直方市・宮若市と同じ局番。ただし同じ鞍手郡内でも小竹町の市外局番は「09496」で他市町とは異なる）。当町は北隣の遠賀町と平野で繋がっており、当町から北九州市への通勤・通学客も多いが、当町の市外局番は北九州地区とは別扱いである（遠賀郡内及び中間市の市外局番は北九州管内「093」）。

## 名所・旧跡・観光スポット・祭事・催事
- 長谷寺（長谷観音、木造十一面観音立像は国の重要文化財）
- 古月横穴（国の史跡）

## 出身人物
- 坂田九十百（第4-9代田川市市長）
- 上野聖和（お笑いコンビ「土居上野」ボケ役）
- 次原隆二（漫画家）
- 伊藤直江（国学者）
- 森三十郎（法学者）
- 木島亜里沙（元奈良交通バスガイド、「ご指名! 古都のバスガイド」著者）
- 松下笑一（お笑いタレント）